# ダレ・シュヴァンバリーテ
ダレ・シュヴァンバリーテ（Dalia Švambarytė）は、リトアニア・ヴィリニュス大学アジア多元文化研究所准教授。
レニングラード大学（現サンクトペテルブルク大学）で日本語を学び、1990年10月から名古屋大学総合言語センターに留学。
現在はヴィリニュス大学アジア多元文化研究所で日本語、日本文学、日本史、日本文化および古典中国語を教える。2002年にはリトアニアで初めてとなる日本語辞典『漢リ字典』を執筆した。